# 余力為
余力為（Yu Lik Wai Nelson，1966年8月12日—），香港電影導演、編劇、攝影指導。余力为几乎担任了中国大陸导演贾樟柯所有电影的摄影指导，并与贾樟柯一起创办了他们自己的独立电影制作公司西河星匯影業。

## 生平
余力为出生于香港。1994年，於比利時國家高等演藝學院畢業，主修電影。1995年完成首部短片《我的夢給口涎接收了》，1996年執導紀錄片《美麗的魂魄》，獲香港獨立短片及錄像比賽大獎。他亦曾擔任多齣電影的攝影指導，包括：許鞍華作品《千言萬語》、《姨媽的後現代生活》、《桃姐》和《明月几时有》；賈樟柯作品《小武》、《站台》、《任逍遙》、《世界》和《天注定》、《山河故人》、《風流一代》。
2012年，担任第65屆坎城影展電影基石和短片競賽的評審團成员。

## 作品

### 攝影
| 年份 | 片名                 | 導演   | 註記                              |
| ---- | -------------------- | ------ | --------------------------------- |
| 1998 | 《小武》             | 賈樟柯 |                                   |
| 1999 | 《千言萬語》         | 許鞍華 | 提名-第36屆金馬獎最佳攝影         |
| 2000 | 《花樣年華》         | 王家衛 | 第二組攝影指導                    |
| 2000 | 《站台》             | 賈樟柯 | 同為製片                          |
| 2001 | 《公共場所》         | 賈樟柯 | 紀錄短片                          |
| 2002 | 《任逍遙》           | 賈樟柯 | 同為製片                          |
| 2004 | 《世界》             | 賈樟柯 | 同為製片                          |
| 2006 | 《东》               | 賈樟柯 | 同為製片                          |
| 2006 | 《三峡好人》         | 賈樟柯 | 第34屆洛杉磯影評人協會獎最佳攝影  |
| 2006 | 《姨媽的後現代生活》 | 許鞍華 | 提名-第27屆香港電影金像獎最佳攝影 |
| 2007 | 《落葉歸根》         | 张扬   |                                   |
| 2007 | 《无用》             | 賈樟柯 | 同為製片                          |
| 2008 | 《二十四城记》       | 賈樟柯 | 提名-第3屆亞洲電影大獎最佳攝影    |
| 2010 | 《維多利亞壹號》     | 彭浩翔 |                                   |
| 2010 | 《海上傳奇》         | 賈樟柯 |                                   |
| 2011 | 《嫦娥》             | 鄒鵬   |                                   |
| 2011 | 《花》               | 婁燁   |                                   |
| 2011 | 《桃姐》             | 許鞍華 | 提名-第31屆香港電影金像獎最佳攝影 |
| 2013 | 《忘了去懂你》       | 權聆   |                                   |
| 2013 | 《親·爱》            | 李欣蔓 | 同為演出                          |
| 2013 | 《》                 | 賈樟柯 | 提名-第50屆金馬獎最佳攝影         |
| 2015 | 《山河故人》         | 賈樟柯 | 提名-第52屆金馬獎最佳攝影         |
| 2016 | 《營生》             | 賈樟柯 | 劇情短片                          |
| 2017 | 《明月幾時有》       | 許鞍華 | 提名-第37屆香港電影金像獎最佳攝影 |
| 2017 | 《冰之下》           | 蔡尚君 |                                   |
| 2020 | 《一直游到海水變藍》 | 賈樟柯 |                                   |
| 2020 | 《不止不休》         | 王晶   |                                   |
| 2021 | 《阿年》             | 王子逸 | 劇情短片                          |
| 2021 | 《空中之城》         | 敏卉   |                                   |
| 2024 | 《風流一代》         | 賈樟柯 |                                   |

### 執導
| 年分 | 電影           | 備註                         |
| ---- | -------------- | ---------------------------- |
| 1996 | 《美麗的魂魄》 | 紀錄長片                     |
| 1999 | 《天上人間》   | (第52屆坎城影展正式競賽片)   |
| 2003 | 《明日天涯》   | (第56屆坎城影展一種注目單元) |
| 2008 | 《蕩寇》       | (第65屆威尼斯影展正式競賽片) |

## 外部連結
- 力為在互联网电影资料库（IMDb）上的資料（英文）
- 余力為在豆瓣上的资料（简体中文）